# Тацуја Сакаи
Тацуја Сакаи (јап. 坂井 達弥; 19. новембар 1990) јапански је фудбалер.

## Каријера
Током каријере играо је за Саган Тосу, Мацумото Јамага и многе друге клубове.

## Репрезентација
За репрезентацију Јапана дебитовао је 2014. године.

## Статистика
| Јапан  | Јапан | Јапан |
| Год.   | Ута.  | Гол.  |
| ------ | ----- | ----- |
| 2014   | 1     | 0     |
| Укупно | 1     | 0     |